# Piastowo (województwo kujawsko-pomorskie)
Piastowo – wieś w Polsce położona w województwie kujawsko-pomorskim, w powiecie żnińskim, w gminie Gąsawa.
W latach 1975–1998 miejscowość położona była w województwie bydgoskim. Według Narodowego Spisu Powszechnego (III 2011 r.) liczyła 42 mieszkańców. Jest 22. co do wielkości miejscowością gminy Gąsawa.